# Trousseau-tegn
Trousseau-tegn (Trousseaus tegn eller Trousseaus fænomen) er en krampetilstand, der observeres i hånd og fingre hos patienter med lav calcium-koncentration i blodet ("hypokalcæmi").
Behandlingen er at give patienten calcium. Afhængigt af behovet kan calcium gives peroralt eller intravenøst. Ved kronisk sygdom kan det komme på tale at give patienten D-vitamin, som virker ved at øge kroppens optagelse af netop calcium.
Tilstanden er opkaldt efter den franske læge Armand Trousseau, som beskrev fænomenet i 1861.